# Lípa pod Řasným
Lípa pod Řasným je památkově chráněný strom na severu České republiky, ve Frýdlantském výběžku Libereckého kraje. Roste na území obce Dolní Řasnice, v polích na jihozápadním svahu vrchu Řasného (433 m n. m.). Strom stál na hranici pozemků mezi dvěma majiteli.

## Popis
Jedinec lípy velkolisté (Tilia platyphyllos) dosahuje výšky 16 metrů a jeho obvod kmene činí 377 centimetrů. Památkovou ochranu strom získal na základě rozhodnutí Městského úřadu ve Frýdlantě ze dne 13. června 2005, které nabylo právní moci poslední červnový den roku 2005. V dokumentu se stanoví i ochranné pásmo rozkládající se kolem chráněného stromu, jež dosahuje desetinásobku průměru kmene ve výšce 1,3 metru nad zemí. V době vyhlášení památkové ochrany stromu mělo ochranné pásmo průměr 12 metrů.